# Bewitched
Bewitched (Hechizada y La Hechizada en gran mayoría de países de Hispanoamérica y Embrujada en España) es una comedia de situación estadounidense emitida originalmente en ABC desde 1964 hasta 1972, durante ocho temporadas. La serie contó con estrellas como Elizabeth Montgomery, Dick York, Dick Sargent y Agnes Moorehead. La serie sigue viéndose a día de hoy en todo el mundo y es la serie más larga con una temática sobrenatural de los años 1960-1970. En 2002, TV Guide nombró a Bewitched como la 50.ª mejor serie de televisión de todos los tiempos.

## Argumento
Darrin Stephens es un joven publicista que se enamora de Samantha, una bella y dulce joven. Samantha y Darrin se casan, pero durante su luna de miel ella le confiesa que es una bruja, y desde ese momento pasan extrañas y divertidas situaciones a causa de sus poderes. Para empeorar las cosas, la madre de Samantha, Endora, desaprueba rotundamente el hecho de que su hija esté casada con un mortal, y para expresar su disgusto le hace la vida imposible a Darrin, quien a su vez le tiene prohibido a Samantha hacer uso de la brujería en su vida cotidiana. Donde Samantha y Darrin viven en su casa en los suburbios de la ciudad; en la calle #1164 del sector de "Morning Glory Circle" de Westport, Connecticut (NY).  Darrin en ocasiones viaja en tren o en coche hacia la ciudad de Nueva York (NY), donde trabaja en una agencia de publicidad, en McMann & Tate Advertainment Firm.  A esto se suma su vecina, Gladys Kravitz, quien a menudo se da cuenta de los hechizos que Samantha y Endora realizan, pero cuyo marido, Abner, tras escuchar acerca de dichas situaciones, atribuye simplemente a la imaginación de Gladys.

## Personajes

### Personajes principales
- Elizabeth Montgomery como Samantha Stephens (1964-1972), la protagonista; la única que apareció en todos los episodios de la serie.
- Dick York como Darrin Stephens, el marido de Samantha (1964–1969).
- Dick Sargent como Darrin Stephens; segundo actor en encarnar al marido de Samantha (1969–1972).
- Agnes Moorehead como Endora, madre de Samantha.
- David White como Larry Tate, jefe de Darrin en McMann y Tate.
- Alice Pearce como Gladys Kravitz (1964–1966), la vecina chismosa de los Stephens.
- Sandra Gould como Gladys Kravitz (1966–1971); segunda actriz en encarnar a la vecina de los Stephens.
- George Tobias como Abner Kravitz (1964–1971), el marido de Gladys.
- Diane y Erin Murphy (1966-1972) como Tabitha Stephens, hija de Darrin y Samantha, nacida en 1966. Desde 1967, solo Erin Murphy encarnó al personaje.
- Greg Lawrence y David Lawrence (1970-1972) como Adam Stephens, hijo de Darrin y Samantha, nacido en 1969.
- Irene Vernon como Louise Tate (1964-1966), esposa de Larry (1964–1966).
- Kasey Rogers como Louise Tate (1966–1972); segunda actriz en encarnar a la esposa de Larry.
- Marion Lorne como Tía Clara (1964-1968), tía de Samantha.

### Personajes recurrentes
- Maurice Evans como Maurice, padre de Samantha y exmarido de Endora.
- Alice Ghostley como Esmeralda, sirvienta de Samantha y Darrin (1969-1972).
- Bernard Fox como el Dr. Bombay, el médico de los brujos (1967-1972).
- Paul Lynde como Arthur, tío de Samantha y hermano de Endora (1965 y 1966-1971).
- Elizabeth Montgomery (con el seudónimo de Pandora Spocks) como Serena, prima de Samantha (1966 y 1967-1972).
- Mabel Albertson como Phyllis Stephens, madre de Darrin (1964-1971).
- Robert F. Simon como Frank Stephens, padre de Darrin (1964-1967 y 1971).
- Roy Roberts como Frank Stephens (1967-1971).
- Dick Wilson como el borracho, un tipo que casi siempre anda ebrio (1965-1972).
- Varias actrices, entre ellas: Jill Foster y Jean Blake como Betty, secretaria de McMann & Tate (1965-1971).

### Personajes menos vistos o sólo mencionados
- Tía Enchantra, aparecía casi siempre junto con tía Agatha.
- Tía Agatha. Hermana de Endora, aparecía casi siempre junto con tía Enchantra. Se menciona de forma habitual cuidando de Tabatha
- Tía Bertha, otra tía de Samantha. Solo se la vio en la primera temporada.
- Tío Mario, vivía en Egipto con su esposa, también bruja. Nunca se lo llegó a ver.
- Tatarabuelo Adam, bisabuelo de Maurice. Al segundo hijo de los Stephens se le puso de nombre Adam en honor suyo.
- Primo Edgar, sobrino de Endora. Es un elfo que siempre cuidaba a Samantha.
- Tía abuela Cornelia, tía de Maurice.
- Primo Henry, le encantan las bromas pesadas.
- El Consejo de brujas, la máxima autoridad de las brujas. Nunca se les vio, pero sí que se escuchó su voz.
- Tío Albert, tío de Darrin.
- Prima Helen, prima de Darrin.
- Betty, secretaria de McMann & Tate.
- Señor McMann, jefe de Larry, uno de los presidentes de McMann & Tate. Fue visto en el episodio n.º 139, "Hombre del año", y luego nuevamente en el n.º 191.
- Harriet Kravitz, hermana de Abner Kravitz, interpretada por Mary Grace Canfield. Este personaje fue introducido debido a la muerte de Alice Pearce (Gladys Kravitz #1) y estuvo hasta que llegó una nueva Gladys (Sandra Gould).
- Señora Peabody, profesora de primer año de Tabatha, interpretada por Maudie Prickett.
- Brian O'Brian, primo de Darrin, gnomo de Irlanda.
- Sheyla, anterior novia de Darrin. Las veces que aparece, una de ellas en el primer capítulo, intenta seducir a Darrin hasta que Samantha usa sus poderes para impedírselo.
- Linlyng, gata convertida en ser humano por Samantha (solo se la vio en el episodio n.º 21 de la primera temporada).
- Modelo Janine o Sara Barker (bruja), esta atrás de Darrin como la señorita "Perfume Jasmine "´, (episodio n°11, temporada 1).
- Kermit & Gertrudiz se casan, él trabaja McMan & Tate como artista comercial y ella es amiga de Samantha.
- David, el amigo de Darrin que habla con en el bar, 'nunca" lo escucha y  habla de otros temas que hablaban con Darrin.
- Bartender, el uso dos nombres "Al", "Max", "Joe"; y, en otros episodios, no tiene nombre.    Es la persona que preparar y da el wiskys a Darrin al bar.
- Montague (Ebrio), en un capítulo tiene un apellido y en otros solo era el ebrio.

## Fin de la serie
Elizabeth Montgomery quería poner fin a la serie en la quinta temporada, ya que tanto ella como su marido, el productor de espectáculos William Asher, estaban cansados y querían pasar a otros proyectos, pero la ABC no quería dejar uno de sus mejores programas. Dado que la serie fue uno de los pocos éxitos que tuvo la emisora, ofrecieron a ambos importantes aumentos de sueldo, además de parte de la propiedad de la serie, por otras tres temporadas. Para la temporada ocho, las ideas habían comenzado a escasear, con algunas reposiciones de episodios anteriores que se copiaron casi al pie de la letra. Durante la última temporada (1971-1972) Gladys y Abner Kravitz sólo se les mencionaba, el tío Arthur y los padres de Darrin tampoco aparecían. La serie se trasladó los sábados por la noche en enero de 1972, y se enfrentaron contra el exitoso espectáculo All in the Family. La temporada terminó en el número 46 en los índices de audiencia. La ABC tenía planeada una novena temporada, de acuerdo con el contrato de Montgomery y Asher, pero los malos resultados provocaron la cancelación definitiva de la serie.

## Índices de audiencia en los Estados Unidos
Los índices de audiencia o ratings para cada temporada, fueron los siguientes:
| Temporada    | Índice |
| 1) 1964-1965 | 2.ª    |
| 2) 1965-1966 | 7.ª    |
| 3) 1966-1967 | 7.ª    |
| 4) 1967-1968 | 10.ª   |
| 5) 1968-1969 | 11.ª   |
| 6) 1969-1970 | 22.ª   |
| 7) 1970-1971 | 45.ª   |
| 8) 1971-1972 | 50.ª   |

## Producción

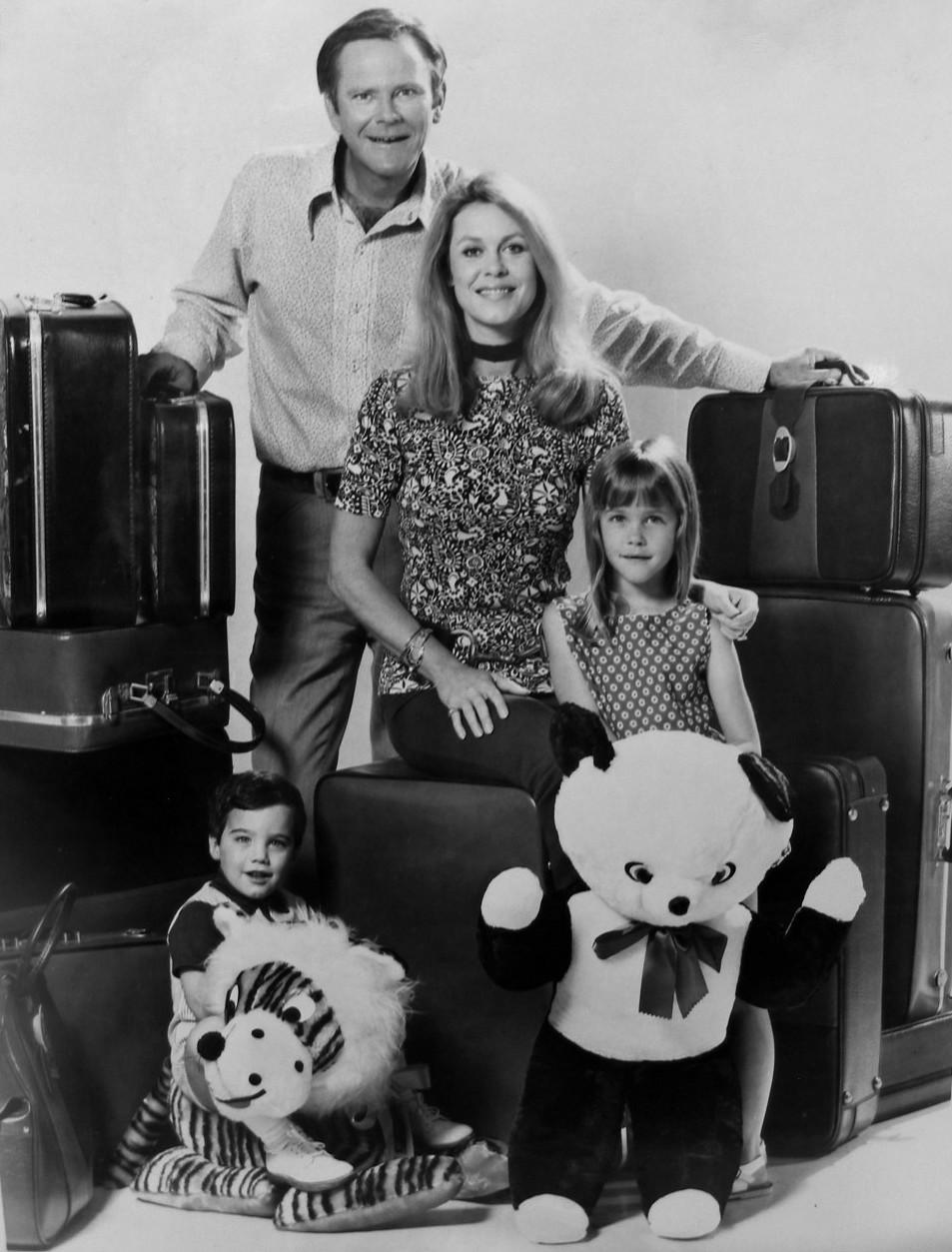
Elizabeth Montgomery, Dick Sargent y Erin Murphy 1971

Sol Saks recibió crédito como creador del programa. Escribió el piloto de Bewitched pero no participó en el programa después del piloto. El creador Saks, el productor ejecutivo Harry Ackerman y el director William Asher comenzaron los ensayos del piloto el 22 de noviembre de 1963. Esto coincidió con el asesinato de John F. Kennedy. Asher se sintió personalmente afectado por el evento, ya que conocía a Kennedy. Había producido la fiesta de cumpleaños televisada de 1962 donde Marilyn Monroe cantó "Feliz cumpleaños, señor presidente". El piloto se refería a "la desestabilización oculta de la vida conformista de un publicista en ascenso". Para ese primer episodio, "I Darrin, Take This Witch, Samantha", el actor ganador del Premio de la Academia José Ferrer actuó como narrador. El productor y escritor principal de la primera temporada, Danny Arnold, estableció el estilo y el tono inicial de la serie y también ayudó a desarrollar personajes secundarios como Larry Tate y los Kravitz. Arnold, que escribió sobre McHale's Navy y otros programas, pensó en Bewitched esencialmente como una comedia romántica sobre un matrimonio mixto. Sus episodios mantuvieron el elemento mágico al mínimo. Uno o dos actos mágicos impulsaron la trama, pero Samantha a menudo resolvía problemas sin magia. Muchos de los episodios de la primera temporada eran alegóricos y usaban situaciones sobrenaturales como metáforas de los problemas que enfrentaría cualquier pareja joven. Arnold declaró que los dos temas principales de la serie eran el conflicto entre una mujer poderosa y un esposo que no puede lidiar con ese poder y la ira de la madre de una novia al ver a su hija casarse por debajo de ella. Aunque el programa fue un éxito desde el principio, terminando su primer año como el programa número 2 en los Estados Unidos, la ABC quería más tramas mágicas y ridículas, lo que provocó batallas entre Arnold y la cadena.
En su primera temporada, Bewitched fue el programa número uno de American Broadcasting Company y la comedia de situación mejor calificada entre las tres cadenas, ocupando el segundo lugar en calificaciones solo después de Bonanza. Bewitched salió al aire a las 9:00 p. m. los jueves por la noche. Fue precedida en el aire por otra sitcom, My Three Sons y seguida por la telenovela Peyton Place, conocida en Latinoamérica como "La Caldera del Diablo". My Three Sons terminó 13.º en las calificaciones y Peyton Place noveno. El bloque formado por los tres programas fue el que más audiencia capturó en la programación de la ABC. Arnold dejó el programa después de la primera temporada, dejando las tareas de producción a su amigo Jerry Davis, que ya había producido algunos de los episodios de la primera temporada (aunque Arnold todavía supervisaba la escritura). La segunda temporada fue producida por Davis y con Bernard Slade como escritor principal, los malentendidos y la farsa se convirtieron en elementos más frecuentes, aunque esta temporada aún incluyó una serie de episodios más discretos en los que el elemento mágico no se enfatizó mucho. Con la tercera temporada y el cambio al color, Davis dejó el programa y fue reemplazado como productor por William Frogg. Slade también se fue después de la segunda temporada. Según la autobiografía de William Froug, William Asher (que había dirigido muchos episodios) quería asumir el cargo de productor cuando Jerry Davis se fue, pero la productora aún no estaba lista para aprobar la idea. Frogg, un ex productor de Gilligan's Island y la última temporada de The Twilight Zone, se incorporó como un compromiso. Por su propia admisión, Frogg no estaba muy familiarizado con Bewitched y se encontró en la incómoda posición de ser el productor oficial a pesar de que Asher estaba tomando la mayoría de las decisiones creativas. Después de un año, Frogg dejó el programa y Asher asumió el cargo de productor a tiempo completo de la serie durante el resto de su ejecución. Las dos primeras temporadas se emitieron los jueves a las 9:00 p. m. y la hora se trasladó a las 8:30 p. m. poco después de que comenzara el tercer año (1966-1967). Sin embargo, las calificaciones de Bewitched se mantuvieron altas y se ubicó entre los quince mejores programas durante la temporada 1968-1969. Fue el séptimo programa mejor calificado en los horarios de Estados Unidos '65-'66 y '66-'67 . Del mismo modo, fue el número 11 los dos años siguientes.

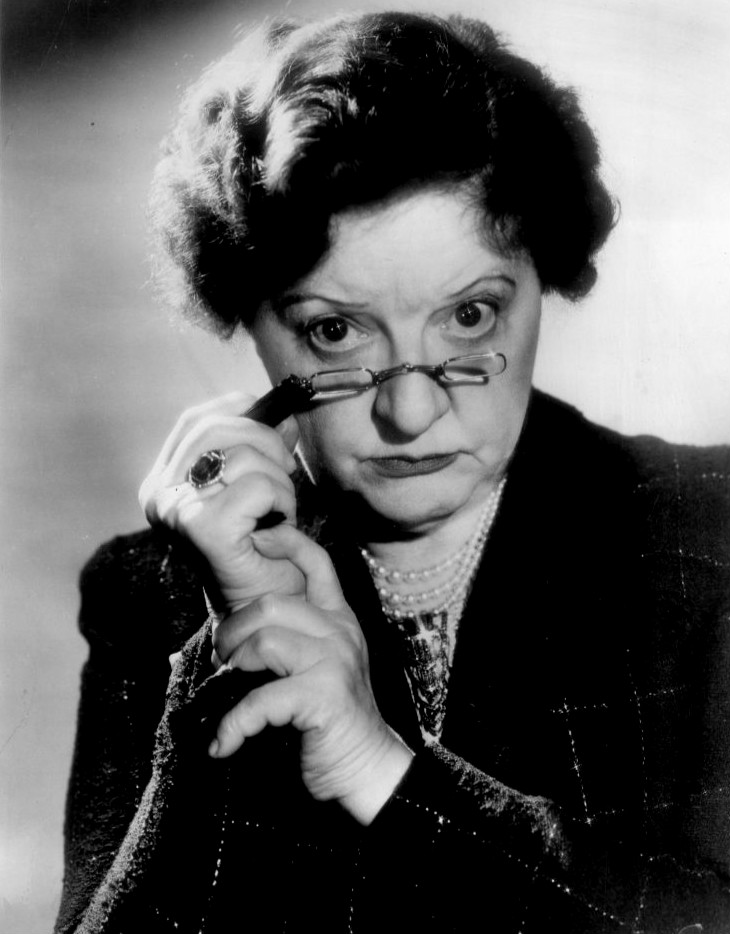
Marion Lorne como Clara, la torpe tía de Samantha

En ese momento, el programa había ganado tres premios Emmy. William Asher ganó el Premio Primetime Emmy a la Mejor Dirección de una Serie de Comedia en 1966. Alice Pearce ganó póstumamente el Premio Primetime Emmy a la Mejor Actriz de Reparto en una Serie de Comedia por su interpretación de Gladys Kravitz y Marion Lorne ganó el mismo premio póstumamente en 1968 por su interpretación de la tía Clara. Los productores se enfrentaron como lidiar con la muerte de estas dos actrices. Cuando Pearce falleció a principios de 1966, Mary Grace Canfield fue contratada para interpretar a la cuñada de Gladys, Harriet Kravitz, en cuatro episodios. La comediante Alice Ghostley se le habló para asumir el papel de Gladys la próxima temporada, pero lo rechazó. Ella y Pearce eran buenas amigas, por lo que Ghostley decidió rechazar el papel por respeto a Pearce. (del artículo del blog en línea de 2020 "¿Recuerdas?" 'Esto es lo que le sucedió a la actriz 'Embrujada' Alice Pearce antes y después de interpretar a la "Sra. Kravitz"' en el que Ed Gross entrevista al autor de Bewitched Herbie J. Pilato hablando sobre Alice Ghostley siendo se acercó para reemplazar a Alice Pearce) En el otoño de 1966, Sandra Gould fue contratada como Gladys Kravitz. Gould permanecería en el programa hasta la primavera de 1971. Después de la muerte de Marion Lorne en la primavera de 1968, no fue reemplazada y el personaje de la tía Clara no se vio después de la cuarta temporada. A partir del sexto año del programa, Alice Ghostley finalmente se utilizó para interpretar el personaje de Esmeralda, una bruja amable pero tímida e inepta que se desempeñó como niñera y niñera de los hijos de Darrin y Samantha, Tabitha y Adam. (Irónicamente, Ghostley había aparecido en un papel similar como Naomi, una empleada doméstica incompetente, contratada por Darrin para hacer la limpieza de la casa de Samantha embarazada en el episodio de la segunda temporada "Maid To Order".) En otro cambio notable en el reparto, Louise Tate, interpretó a por Irene Vernon durante las dos primeras temporadas, fue interpretada por Kasey Rogers a partir de entonces.
La quinta temporada de Bewitched (1968-1969) resultó ser un punto de inflexión para la serie, sobre todo con la partida de Dick York a mitad de temporada y el récord de ocho episodios que se filmaron sin él después (aunque se emitieron fuera de servicio con previamente). episodios filmados. York sufría problemas de espalda recurrentes, resultado de un accidente durante el rodaje de They Came To Cordura (1959). Como resultado, muchos episodios de las temporadas tres y cuatro tuvieron al personaje de Darrin de York fuera de la ciudad por negocios. Hacia el final de la quinta temporada, el aumento de la discapacidad de York, que había causado numerosos retrasos en el rodaje y reescrituras de guiones, provocó su colapso en el set en enero de 1969 mientras filmaba el episodio "Daddy Does His Thing". Inmediatamente fue llevado al hospital y después de una larga conversación con el productor y director William Asher, York decidió dejar la serie. Aproximadamente al mismo tiempo, Montgomery y Asher anunciaron que esperaban otro bebé y se decidió que Samantha y Darrin también tendrían otro hijo en el otoño de ese año. En la pantalla, Samantha le cuenta a Darrin por teléfono la noticia de su segundo embarazo en el episodio de la quinta temporada "Las buenas noticias de Samantha". Ese mismo mes, Dick Sargent fue elegido para interpretar a Darrin a partir de la sexta temporada. También fue durante esta temporada que Serena (la prima idéntica de Samantha, también interpretada por Montgomery) fue usada con más frecuencia. La filmación de escenas que involucran tanto a Samantha como a Serena se logró utilizando a Melody McCord, la doble de Montgomery.

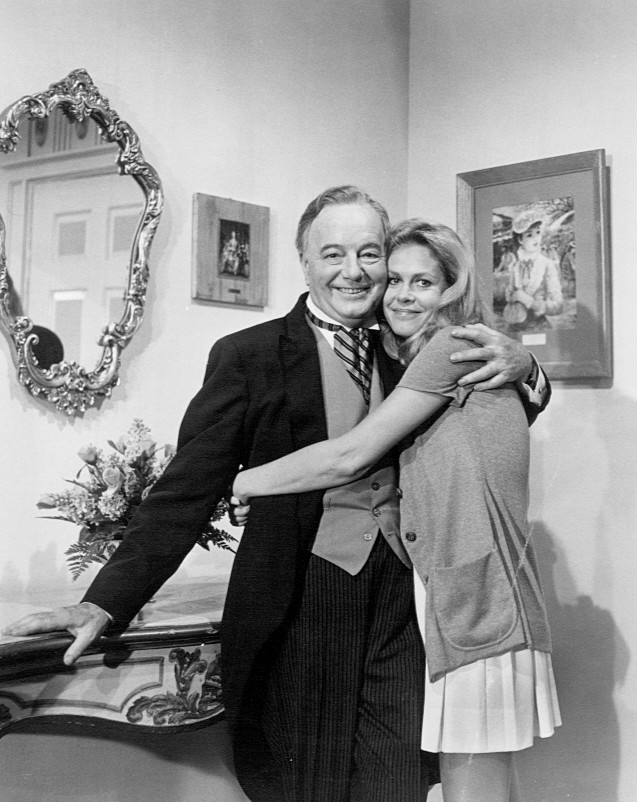
Maurice Evans como el padre de Samantha, con Elizabeth Montgomery (1971)

Comenzando con los créditos iniciales de la sexta temporada (1969-1970), además de que York fue reemplazado por Sargent, Elizabeth Montgomery fue facturada por encima del título, y David White ahora también recibió facturación, después de Agnes Moorehead. Durante este año, el programa experimentó una disminución significativa en las calificaciones, cayendo del 11⁰ al puesto 24. A mediados de 1970, el decorado de la casa de los Stephens estaba siendo reconstruido debido a un incendio. En junio, el elenco y el equipo viajaron a Salem, Magnolia y Gloucester, Massachusetts para filmar un arco narrativo de ocho partes en el que Samantha, Darrin y Endora viajan a Salem para la Convocatoria de Brujas del centenario. Estas tomas en locaciones marcaron las únicas veces que el programa filmaría fuera de los platós y escenarios de los estudios de Hollywood. La séptima temporada se estrenó con ocho episodios de los llamados 'Salem Saga'. El 15 de junio de 2005, TV Land inauguró una estatua de Samantha en Salem para conmemorar el 40 aniversario del programa. Estaban presentes tres actores supervivientes del programa, Bernard Fox (Dr. Bombay), Erin Murphy (Tabitha) y Kasey Rogers (Louise Tate), así como el productor y director William Asher.
Estos episodios en el lugar ayudaron a las calificaciones decrecientes del programa. Sin embargo, durante ese año, los guiones de episodios antiguos se reciclaron con frecuencia. Al final de la temporada 1970-1971, las calificaciones de Bewitched habían disminuido notablemente y el programa ni siquiera figuraba en la lista de los treinta programas principales. ABC movió el tiempo de transmisión de Bewitched de los jueves a las 8:30 p. m. a los miércoles a las 8:00 p. m. al comienzo de la octava temporada. El cambio de horario no ayudó a las calificaciones ya que el programa ahora se enfrentaba al popular The Carol Burnett Show de la CBS. Esta temporada se utilizaron menos personajes recurrentes: los Kravitz, los padres de Darrin y el tío Arthur no aparecieron en absoluto y Louise Tate solo apareció en tres episodios. La filmación terminó en diciembre de 1971, y en enero de 1972 el programa finalmente se trasladó al sábado por la noche a las 8:00 p. m., frente al programa número uno de la televisión, All in the Family, donde le fue aún peor, con Bewitched terminando en el puesto 72 del año.
Durante sus primeras cinco temporadas, Hechizada fue patrocinada tanto por la división Chevrolet de General Motors como por Quaker Oats Company. Como resultado, los vehículos Chevrolet a menudo aparecían de manera destacada en la serie, incluso como parte de la historia (un ejemplo de colocación de productos), y había muchas escenas de los Stephens desayunando en la cocina. Los patrocinadores en temporadas posteriores incluyeron a Bristol-Myers, Eastman Kodak y Oscar Mayer.

## Lanzamiento de DVD
Sony Pictures Home Entertainment lanzó las dos primeras temporadas de Bewitched en DVD en 2005, y la tercera y cuarta temporadas en 2006, la quinta temporada en 2007 y la sexta temporada en 2008. Temporadas 7 y 8 han de ser liberados por décadas finales. Debido al hecho de las dos primeras temporadas fueron producidas en blanco y negro, Sony lanzó dos versiones de los conjuntos en la región 1: uno con episodios como la emisión originalmente y una segunda con los episodios coloreada. El color establece outsold el blanco y negro establece por un margen considerable. Las ediciones en color fueron vendidas en las regiones 2, 3 y 4. Están disponibles en www.kats-anime.com así como en otras cientos de tiendas en la web.

## Producciones derivadas

### Historietas
Dell Comic publicó unos pequeños cómics (historietas) de 14 temas a partir de 1965. La mayoría se refiere a fotos.

### Tabitha y Adam y La Familia de Payasos
Un dibujo animado hecho en 1972 por Hanna-Barbera Productions para Películas de Sábado en la Noche por la ABC, en las que destacaban las versiones adolescentes de Tabitha y Adam visitando a su tía y a su familia que viaja con un circo.

### Tabitha
En 1977, un programa titulado Tabitha fue presentada en la ABC. El espectáculo duró menos de una temporada, con Lisa Hartman como una adulta "Tabitha" y Adam, que trabajaban en la estación de televisión KXLA. En el espectáculo había varios errores de continuidad. Tabitha y Adam deberían de haber tenido 11 y 8 años de edad en 1977. Apoya el personaje de la tía bruja Minerva (Karen Morrow), quien fue como una madre a Tabitha, pero nunca había sido mencionada en la serie original. Samantha y Darrin nunca aparecieron en la serie, aunque Bernard Fox, Sandra Gould, George Tobias y Dick Wilson por separado aparecieron como invitados en los personajes del Dr. Bombay, Gladys Kravitz, Abner Kravitz y el borracho, respectivamente.

### Película
Bewitched, en 2005 inspiró una película protagonizada por Nicole Kidman y Will Ferrell. Cuando Jack Wyatt (Ferrell), un actor de Hollywood, en decadencia, se ofrece a la posibilidad de una carrera de regreso, interpretando el papel de "Darrin" en una nueva versión de Bewitched; todo lo que tiene que hacer es encontrar el lugar perfecto para la protagonista del papel de "Samantha". Él considera que la perfecta chica de Isabel Bigelow (Kidman), que, resulta ser una bruja. En la película también aparecen estrellas como Shirley MacLaine como la actriz que hace de Endora y Michael Caine como el padre de Isabel.

## Nuevas versiones

### Argentina
Una versión local, llamada Hechizada, como la serie original que fuera un éxito a nivel local, fue realizada por Telefé, y presentada a principios de 2007. La actriz Florencia Peña, como Samantha, Gustavo Garzón como Eduardo (Darrin) y Georgina Barbarossa como Endora. Este espectáculo original tuvo guiones adaptados a un contexto argentino, con chistes locales, y situado en el siglo XXI. Sin embargo, después de unas pocas semanas el programa fue cancelado debido a la baja audiencia. Si bien tenían grabados más de 75 capítulos, solo se emitieron unos pocos y se grabó el capítulo final para cerrar la serie, dejando los demás capítulos en el recuerdo.

### India
En 2002, Sony Entertainment Television comenzó a transmitir Meri Biwi Maravillosa, una adaptación local de la serie.

### Japón
La cadena TBS, en colaboración con Sony Pictures Entertainment, produjo una versión local llamada Oku-sama wa majō ("Mi esposa es una bruja"), de 11 episodios, transmitidos los viernes a las 22:00, del 16 de enero de 2004 al 26 de marzo del mismo año, con un episodio extra emitido el 21 de diciembre de 2004. El personaje principal, Arisa Matsui, fue interpretado por Ryōko Yonekura. Oku-sama wa majō es también el título japonés de la serie original estadounidense.

### Chile
El canal de televisión chileno Mega, en colaboración con Sony Pictures Entertainment y Ross Films, iba a producir una nueva versión llamada La Hechizada, porque así le llaman en Chile, en 2005, pero finalmente no se concretó y fue remplazado por la versión chilena de Married with children, Casado con hijos que gozó de un amplio éxito. Roos Films también realizó la versión chilena de Mi bella genio con Mariana Derderian como "Jenny", Jeannie como en el original, que dejó mucho que desear en la sintonía. Una de las opciones era la actriz Francisca Merino como Samantha.

### Reino Unido
La BBC hizo un episodio piloto de una versión británica de la serie, con Sheridan Smith en el papel principal de Samantha, Tom Price como Darrin Stephens y la veterana actriz Frances de la Tour como Endora. Sin embargo, la serie aún no ha sido estrenada, ni oficialmente anunciada.

## Doblaje
| Personaje         | Actor original (Estados Unidos)                       | Actor de doblaje (Hispanoamérica) | Actor de doblaje (España) (Redoblaje únicamente en las temporadas 3 y 4 para "La bola de cristal" en 1984) |
| ----------------- | ----------------------------------------------------- | --- | --- |
| Samantha Stephens | Elizabeth Montgomery                                  | Caritina González | Ana Ángeles García                                                                                         |
| Darrin Stephens   | Dick York (Temp. 1 - 5) Dick Sargent (Temp. 6 - 8)    | Roberto Cardín (Temp. 1 - 7) Carlos Becerril (Temp. 8)                                                                                                 | Víctor Valverde                                                                                            |
| Tía Clara         | Marion Lorne                                          | Carlota Solares | |
| Endora            | Agnes Moorehead                                       | Carmen Donna-Dío (†) | Mercedes Barranco (Temp. 3) María Romero (Temp. 4)                                                         |
| Larry Tate        | David White                                           | Antonio Raxel (†) | Salvador Arias                                                                                             |
| Tabitha Stephens  | Erin Murphy (Temp. 3 - 8) Diane Murphy (Temp. 3 - 5)  | María Antonieta de las Nieves (1.ª voz) Patricia Acevedo (Resto)                                                                                       | |
| Gladys Kravitz    | Alice Pearce (Temp. 1 - 2) Sandra Gould (Temp. 3 - 7) | Maruja Sen | |
| Louise Tate       | Irene Vernon (Temp. 1 - 2) Kasey Rogers (Temp. 3 - 8) | Rosario Muñoz Ledo | |
| Serena            | Elizabeth Montgomery                                  | Caritina González | Ana Ángeles García                                                                                         |
| Maurice           | Maurice Evans                                         | Víctor Alcocer (†) | |
| Voces adicionales |                                                       | María Antonieta de las Nieves Jorge Arvizu Nancy McKenzie Amparo Garrido Rosario Muñoz Ledo Víctor Alcocer Sergio de Bustamante Dagoberto de Cervantes | Irene Guerrero de Luna Salvador Arias                                                                      |

## Producción
- William Asher (director y productor)
- R. Robert Rosenbaum (director asistente)
- Richard Albain (efectos especiales)

## Transmisión televisiva
- Pluto TV, plataforma de televisión por internet, ofrece esta serie por televisión en vivo y on demand para Hispanoamérica.
- Nick at Nite: el segmento nocturno de Nickelodeon lo transmitió de lunes a viernes a la 1:00 a. m. y en el nuevo bloque de Nick at Nite de 2010 lo transmitió a las 4:00 a. m. y en zona norte lo repiten. A principios de 2011 se retiró de la grilla de programación, curiosamente al mismo tiempo que Mi bella genio.
- Warner Channel: la serie se emitió desde 1995 hasta el 2001 en el antiguo segmento del canal llamado "La fuente de soda", donde también se emitían Los tres chiflados, Mi bella genio y otras series clásicas; dejó de emitirse a principios del 2001, y quedaron solo algunas comedias clásicas en la programación de Warner.
- En España, la emitieron en TVE desde los años 60 hasta inicios de los 70, utilizándose el doblaje latinoamericano original, que se usó también en las reemisiones posteriores a los años noventa. Sin embargo, a mediados de los 80, la serie volvió  a emitirse a partir de la primera temporada en color dentro del programa La bola de cristal de Televisión Española, introducidos los capítulos por la presentadora del programa, Alaska, con la particularidad de que esta reemisión tuvo un nuevo doblaje realizado en España por la misma cadena y exclusivamente para la misma. Este redoblaje nunca volvió a reponerse desde entonces. Poco después, a principios de los 90, Antena 3 dependió de esta serie en sus inicios, y la programó a las 14 horas. Recientemente ha podido verse en algunos canales autonómicos de la FORTA.
- El programa fue visto casi simultáneamente en varios países de Hispanoamérica, con el título Hechizada, y todavía puede verse en algunos canales de cable.
  - En Chile fue transmitida por Chilevisión, los fines de semana de la década de los 90 y a mediados de los 80. UCV TV comenzó a transmitirla a fines de 2012 de lunes a viernes a las 21:00 acompañada de Mi bella genio, y ha tenido una programación bastante irregular ya que ha sido implantada y reimplantada varias veces en varios horarios. A comienzos de los 80 fue transmitido por TVN de lunes a viernes a las 16:15. Durante a fines de los 80 y mediados de los 90 fue transmitido por Canal 13 de lunes a viernes a las 16:30. En este país suele llamársele “La Hechizada”.[cita requerida]
  - En Colombia fue importada inicialmente en 1967 por RCN Televisión cuando empezó como programadora. La serie sería comprada por diferentes programadoras desde entonces y emitida en canales nacionales y regionales. En 2009 es transmitida por Canal Capital.
  - En Ecuador fue retransmitida por TC Televisión, Ecuavisa y Teleamazonas.
  - En El Salvador fue transmitida por Telecorporación Salvadoreña primero en el Canal 2 en los años 60 y 70, luego la transmitió por Canal 4 a principios de los años 80. Desde principios de los años 90 hasta el 2003 fue transmitida por Canal 6 y, finalmente, entre 2004-2005 se transmitió por última vez por Canal 12 en el horario vespertino con mucho éxito en ese país centroamericano.
  - En México fue transmitida originalmente por el Canal 5. Luego, a mediados de la década de los 70, la transmitió Canal 8 (XHTM-TV) y, posteriormente, Canal 4 la retransmitió en la década de los 80 y principios de los 90. En la década de 2010 se transmitió por Cadenatres hasta su cierre (en 2015).
  - En Paraguay se trasmite por La Tele los domingos.
  - En Perú se transmitió originalmente por Panamericana Televisión (canal 5) hasta los años 70; en los años 80 se transmitió por América Televisión (canal 4) luego, en los 90, Frecuencia 2 (hoy Frecuencia Latina) lo transmitió y, en los primeros años de la década del 2000, lo hizo el Canal 11 (entonces Austral TV). También se transmitía de lunes a viernes a las 17:00 por Willax Televisión.hasta comienzos del 2023.
  - En Venezuela fue transmitida originalmente por Venevisión hasta mediados de los años 70, luego la transmitió Radio Caracas Televisión entre finales de los 70 hasta los años 90, en 2003-2006 fue transmitida por Televen en horario vespertino y, actualmente, es transmitida por Tves.

## DVD
Se pusieron a la venta seis de las ocho temporadas de la serie en formato DVD, el lanzamiento de la séptima temporada ha sido anunciado para el 2009.[cita requerida]
| Portada | Nombre                                 | # De episodios | Fecha de lanzamiento  | Material extra |
| ------- | -------------------------------------- | -------------- | --------------------- | --- |
|         | Primera temporada completa (1964-1965) | 36             | 21 de junio de 2005   | - Presentación especial: Historia de la serie - Compilación de escenas - Vistazo previo a Bewitched: La película - Avances de otras películas. - Edición especial en blanco y negro o en color |
|         | Segunda temporada completa (1965-1966) | 38             | 25 de octubre de 2005 | - Bewitched, asombrada y graciosa - Avances de otras películas. - Edición especial en blanco y negro o en color                                                                                |
|         | Tercera temporada completa (1966-1967) | 33             | 21 de marzo de 2006   | Avances de otras series de TV y películas. |
|         | Cuarta temporada completa (1967-1968)  | 33             | 24 de octubre de 2006 | Avances de otras películas. |
|         | Quinta temporada completa (1968-1969)  | 30             | 10 de julio de 2007   | Avances de otras películas. |
|         | Sexta temporada completa (1969-1970)   | 30             | 5 de mayo de 2008     | Avances de otras películas. |
|         | Séptima temporada completa (1970-1971) | 28             | 10 de febrero de 2009 | Introducción y despedida, por Elizabeth Montgomery, para el episodio especial de vacaciones.                                                                                                   |
|         | Octava temporada completa (1971-1972)  | 26             | 21 de junio de 2009   | -- |